# Socket P
Le Socket P (mPGA478MN) est une interface CPU, introduit par Intel le 9 mai 2007 pour les processeurs pour portables Core 2 Duo. Il possède la particularité de pouvoir diminuer la fréquence de bus interne jusqu'à 400 MT/s à la volée pour économiser l'énergie.
Malgré un même nombre de broches (pins), le Socket P n'est ni compatible avec le Socket M, ni le Socket 478 pour les Pentium 4, ni le Socket des Pentium III Mobile, qui comprend également le même nombre de broches et le même format.